# エヌジェイホールディングス
株式会社エヌジェイホールディングス（NJ Holdings Inc.）は、東京都港区に本社を置く、ゲームの開発・運営、携帯電話の販売などを行うグループの持株会社。

## 沿革
- 1991年12月 - 土地活用コンサルティング業を事業目的として、京都市に株式会社新都市科学研究所設立。
- 1995年11月 - 移動体通信事業（携帯電話販売代理店事業）に参入。
- 1997年3月 - 株式会社ネプロジャパンに商号変更。
- 2000年3月 - 本店を東京都中央区に移転。
- 2006年4月 - ジャスダック上場。
- 2007年3月 - 株式会社ネプロサービス（後に株式会社シーズプロモーションへ商号変更）を設立。
- 2010年3月 - 株式会社キャリアフリーを設立。
- 2011年9月 - 株式会社モバイル&ゲームスタジオ（現・株式会社ゲームスタジオ）を子会社化。
- 2014年
  - 4月 - 持株会社体制へ移行。当社が行っていた携帯電話販売代理店事業を事業子会社4社に新設分割。ドコモショップ運営等の事業は、関東エリアを株式会社ネプロモバイル関東、東海エリアを株式会社ネプロモバイル東海、関西エリアを株式会社ネプロモバイル関西が行うこととし、auショップ及びソフトバンクショップの運営等の事業は、株式会社ネプロクリエイトが行うこととした[1]。
  - 12月 - 株式会社ネプロモバイル関東、株式会社ネプロモバイル東海及び株式会社ネプロモバイル関西の全株式を、株式会社ビックカメラの完全子会社である株式会社ラネットに譲渡[2]。同時に商号も、株式会社ラネットコミュニケーションズ関東、株式会社ラネットコミュニケーションズ東海及び株式会社ラネットコミュニケーションズ関西に変更[3]。
- 2015年
  - 3月 - 株式会社トライエースの株式68.9%を取得し、子会社化[4]。
  - 9月 - 株式会社トーテックの株式67.0%を取得し、子会社化。
  - 12月 - 株式会社エヌジェイホールディングスに商号変更。本店を東京都港区に移転[5]。
- 2016年
  - 1月 - 株式会社シェードの株式を51.3％取得し、子会社化。
  - 6月 - 株式会社トーテック（現・デルタエンジニアリング）を存続会社として、株式会社シーズプロモーションと吸収合併。
- 2017年
  - 4月 - 株式会社ネプロクリエイトを存続会社として、株式会社キャリアフリーと吸収合併。
  - 5月 - ゲーム等開発会社の株式会社ブーム（新生ブーム社）を設立。
  - 6月 - 株式会社ブーム（旧ブーム社）の事業再生支援に伴い、同社事業を株式会社ブーム（新生ブーム社）が譲受け。
  - 9月 -  株式会社シェードの全保有株式を売却。
  - 12月 - ゲーム運営サポート事業を行う株式会社ウィットワンを設立。
- 2018年
  - 7月 - 株式会社トーテック（現・デルタエンジニアリング）の株式70.0％を譲渡。
  - 10月 - 株式会社ウィットワンが、会社分割による事業承継により株式会社ISAOのゲーム運営サポート事業を取得。
- 2019年
  - 6月 - 当社及び連結子会社の決算期を３月から６月へ変更。
  - 11月 - 連結子会社である株式会社ウィットワン、株式会社ブーム及び株式会社エヌジェイワンの３社を経営統合。
- 2020年
  - 3月 - 株式会社ウィットワンにて沖縄拠点（株式会社ウィットワン沖縄）を開設。
  - 7月 - グループの技術連携強化や生産性向上を推進するため株式会社テックフラッグを設立。
- 2022年4月 - 東京証券取引所の市場区分の見直しにより、東京証券取引所JASDAQ（スタンダード）からスタンダ ード市場へ移行。

## グループ会社
- 株式会社ゲームスタジオ（100.0%出資連結子会社）
- 株式会社トライエース（79.0%出資連結子会社）
- 株式会社ウィットワン（100.0%出資連結子会社）
- 株式会社ウィットワン沖縄（100.0%出資連結子会社）
- 株式会社テックフラッグ（100.0%出資連結子会社）
- 株式会社ネプロクリエイト（84.9%出資連結子会社）